# 瑞浪市立日吉第一小学校半原分校
瑞浪市立日吉第一小学校半原分校（みずなみしりつ　ひよしだいいちしょうがっこう　はんばらぶんこう）は、かつて岐阜県瑞浪市に存在した公立小学校の分校。

## 概要
- 日吉第一小学校の分校であり、現在の瑞浪市日吉町南東部の半原地区（旧・土岐郡日吉村大字半原）に存在した。校区は半原地区・宿洞地区。
- 校舎（木造平屋建）は半原公民館として使用され、2002年頃に解体された。その後、半原公民館（半原文楽館）として建て替えられている。

## 沿革
- 1873年（明治6年）5月18日 - 土岐郡半原村に勧学義校が開校。福寿寺[注釈 1]を仮校舎とする。半原村、宿洞村の児童が通学する。
- 1875年（明治8年） - 細久手村、白倉村、本郷村、平岩村、北野村、宿村、宿洞村、田高戸村、深沢村、南垣外村、志月村、松野村、半原村が合併し、日吉村が発足。
- 1876年（明治9年）頃 - 半原学校に改称する。
- 1886年（明治19年） - 半原簡易科小学校に改称する。
- 1886年（明治19年） - 半原尋常小学校に改称する。
- 1887年（明治20年） - 半原尋常小学校に改称する。
- 1894年（明治27年） - 仮校舎としていた福寿寺が土岐郡多治見村に移転するため、民家を仮校舎とする。
- 1897年（明治30年） - 大字半原字中切5088-1[注釈 2]に校舎（木造2階建）を新築し、移転。
- 1909年（明治42年） - 日吉尋常高等小学校に統合され、日吉尋常高等小学校半原分教場となる。尋常科1・2年生が通学する。
- 1913年（大正2年） - 尋常科1～3年生の通学となる。
- 1941年（昭和16年）4月1日 - 日吉第一国民学校半原分教場に改称する。
- 1947年（昭和22年）4月1日 - 日吉村立日吉第一小学校半原分校に改称する。
- 1954年（昭和29年）4月1日 - 瑞浪土岐町、稲津村、釜戸村、大湫村、明世村（山野内、月吉、戸狩）、日吉村、恵那郡陶町が合併し、瑞浪市が発足。同時に瑞浪市立日吉第一小学校半原分校に改称する。
- 1956年（昭和31年） - 校舎を改築（木造平屋建）する。
- 1961年（昭和36年） - 1～4年生の通学となる。
- 1976年（昭和51年）3月 - 廃校。